# Joseph Nesvadba (componist)
Joseph Nesvadba (Joseph Hamáček, soms ook als Neswadba en in Tsjechië als Josef Nesvadba-Hamáček benoemd.  (Vyskeř (Wistersch), 14 januari 1822 – Darmstadt, 20 juni 1876) was een Boheems componist en dirigent.

## Levensloop
Nesvadba's vader overleed al toen Joseph nog een klein jongetje was. Van zijn twee ooms, broeders van zijn moeder, kreeg hij vroeg orgelles, zodat hij al op 10-jarige leeftijd in de plaatselijke kerk het orgel kon bespelen. Van 1836 tot 1842 bezocht hij de middelbare school in Jičín. Vervolgens ging hij naar Praag en studeerde filosofie aan de Karelsuniversiteit Praag en muziek aan de Academie Žofínské Elena A..
In 1843 was hij als kapelmeester verbonden aan het nieuwe Ständetheater (Stavovském divadle) te Praag. In 1844 werd hij kapelmeester in Karlsbad (Tsjechisch: Karlovy Vary) en vervolgens tot 1850 in Olomouc (toen nog Olmütz geheten). Daarna werkte hij als dirigent aan het stedelijke Deutsche theater (německém divadle) in Brno (toen: Brünn) en in Graz, en kwam in het seizoen 1857/1858 terug aan in het Ständetheater te Praag.
Vanaf januari 1860 werd hij kapelmeester van het Italiaanse operagezelschap aan het nieuw geopende Victoria-Theater in de Muntstraat 20 in het centrum van Berlijn. Vanaf de zomer 1861 was hij eveneens gastdirigent bij het nieuwe operagezelschap aan het "Krollopera" te Berlijn. In 1862 kwam hij als kapelmeester aan het stedelijk theater in Hamburg, waar hij tot 1863 bleef. In 1864 werd hij opvolger van de bekende Louis Alexander Balthasar Ludwig Schindelmeisser als kapelmeester aan het hoftheater te Darmstadt. In deze functie bleef hij tot aan zijn dood.
Nesvadba schreef als componist vooral vocale muziek, maar ook andere werken.
Op 12 november 2016 is een gedenkteken in zijn geboorteplaats onthuld. Initiatiefnemer daarvoor was burgemeester Jan Kozák. Het monument is uitgevoerd door Jaroslav Marek.
Foto Aat Visser.
Op basis van gegevens van Delpher mag worden geconcludeerd dat alleen het werk "Loreley Paraphrase" veel is uitgevoerd. De gegevens betreffen uitvoeringen in Nederland. Tussen 1883 en 1951 301 keer in een concert en tussen 1925 en 1936 34 keer op de radio. Daarnaast werd de Paraphrase über das Lied "Wie schön bist du" 20 keer uitgevoerd. Van de Loreley Paraphrase zijn bewerkingen gemaakt voor mandoline-orkest en meerhandig pianospel.

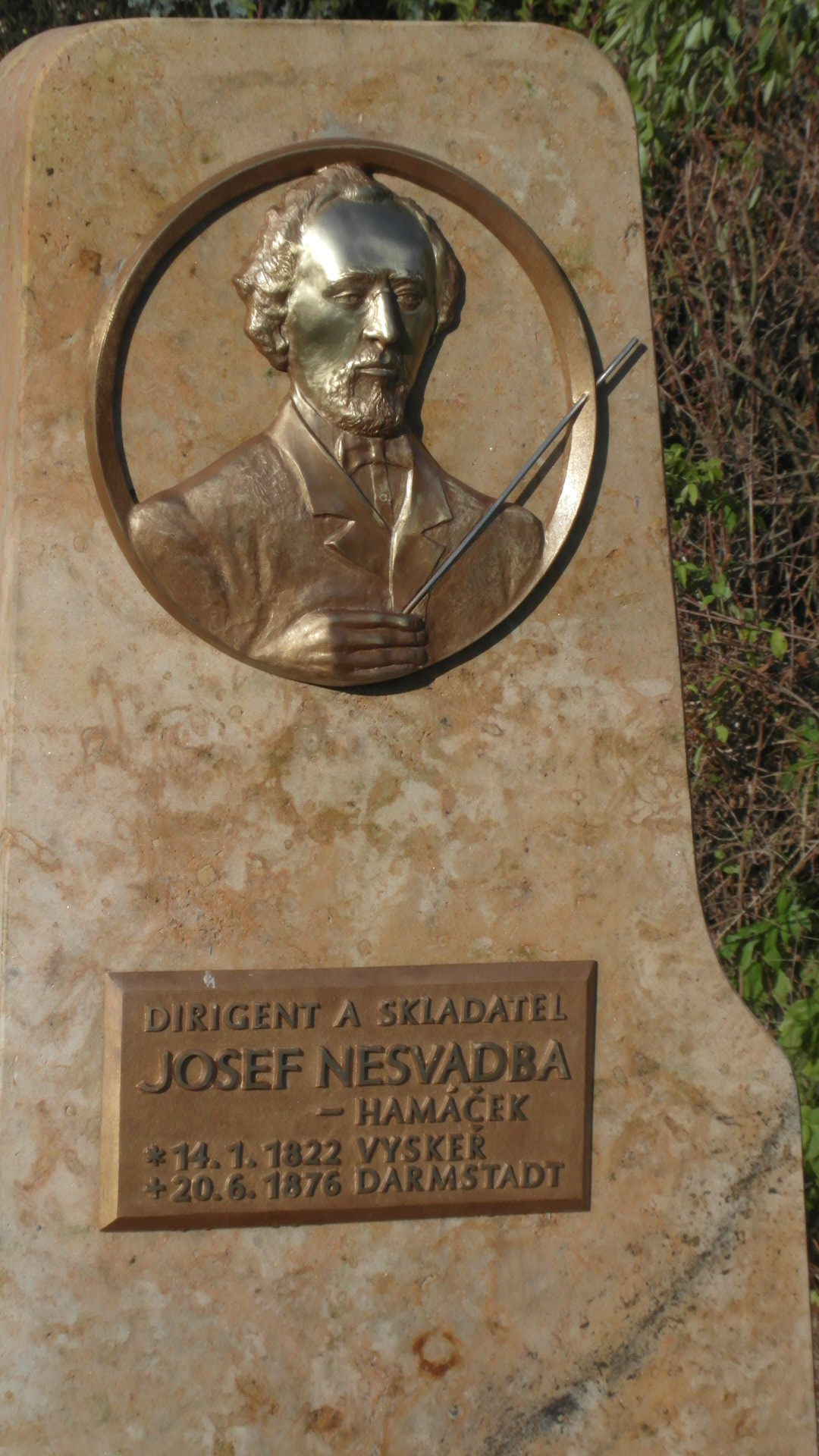
Monument Vyskeř

## Composities (Uittreksel)

### Werken voor harmonieorkest
- How fair thou art
- Loreley paraphrase "Ich weiß nicht, was soll es bedeuten?", op. 17

### Muziektheater

#### Balletten
| Voltooid in | titel      | aktes       | première         | libretto | choreografie |
| ----------- | ---------- | ----------- | ---------------- | -------- | ------------ |
| 1869        | Der Rekrut | 2 bedrijven | 26 november 1869 |          | Golinelli    |

#### Toneelmuziek
- 1869 Die Loreley, 5 aktes - tekst: Hermann Herrsch

### Vocale muziek

#### Liederen
- Wasserfahrt, voor zangstem en orkest, op. 16 nr. 1 - tekst: Heinrich Heine
- Wie Schön bist du, voor zangstem en orkest - tekst: Heinrich Weidt